# Анонимная долгожительница из Токио
Аноним из Токио (15 марта 1900 года — 27 сентября 2015 года) — японская долгожительница, которая была признана японским министерством здравоохранения, труда и социального обеспечения в качестве старейшего живого человека Японии. Скончалась в токийском районе Сибуя 27 сентября 2015 года в возрасте 115 лет, 196 дней.

## Рекорды долголетия
- С 1 апреля 2015 года (была верифицирована только 1 июля) до своей смерти она была старейшим живущим жителем Японии. После её смерти этот титул перешёл к Наби Тадзиме.
- На момент смерти была четвёртым старейшим живущим человеком в мире.
- Входит в топ 50 старейших людей в истории.

## Анонимность
Хотя её имя никогда не было публично раскрыто по просьбам её семьи, по надписи на стене на её фотографии 2011 года предположили, что её зовут Харуми Накамура. Также был обнаружен японский архив долгожителей 1999 года, в котором была указана Харуми Накамура с теми же датой рождения и местом жительства.